# Церковь Успения Пресвятой Богородицы (Куково)
Церковь Успения Пресвятой Богородицы — храм Русской православной церкви в деревне Куково Московской области.
Адрес: Московская область, Зарайский район, деревня Куково.
До революции 1917 года Куково входило в состав Рязанской губернии, сегодня оно находится на территории Московской области. Церковь является памятником архитектуры местного значения.

## История
Успенская церковь в селе Куково упоминается в приправочных книгах 1616 года. На её месте впоследствии стояла часовня, дальнейшая история деревянной церкви в Кукове неизвестна.
Новая каменная Успенская церковь в духе провинциального барокко с приделом в честь Спаса Нерукотворного Образа была построена в 1755 году, когда селом владел помещик Иосиф Иванович Селиванов. Начато строительство было 17 мая 1755 года, окончено — 31 августа этого же года. Освящение храма состоялось 9 сентября 1756 года. Основу здания составлял бесстолпный четверик одноглавого храма, перекрытый глухим сомкнутым сводом.
Кроме самого Куково, в состав прихода входила деревня Кудиново. За последующие сто лет храм стал тесен для прихожан, и в 1855 году придел Спаса Нерукотворного Образа был упразднён. Храм пережил Октябрьскую революцию, закрыт был на рубеже 1930—1940 годов, когда были снесены кресты и верхний ярус колокольни. В здании храма разместилась контора местного колхоза.
После распада СССР, в 1998 году церковное здание передали общине верующих. В 2008 году на благотворительные средства были завершены восстановительные работы, и храм полностью благоустроен для богослужений. В 2009 году здание церкви было окрашено и построена ограда вокруг него. Настоятель храма — священник Дионисий Вадимович Утенков.